# 不忍鏡子
不忍 鏡子（しのばず きょうこ、1919年10月29日 - 2008年5月23日）は、日本の女優である。戦後、不忍 郷子（しのばず きょうこ）とクレジットされた時期もあり、末期には本名の進藤 幸（しんどう こう）を名乗った。本名の読みを「さち」とするのは誤り。

## 人物・来歴

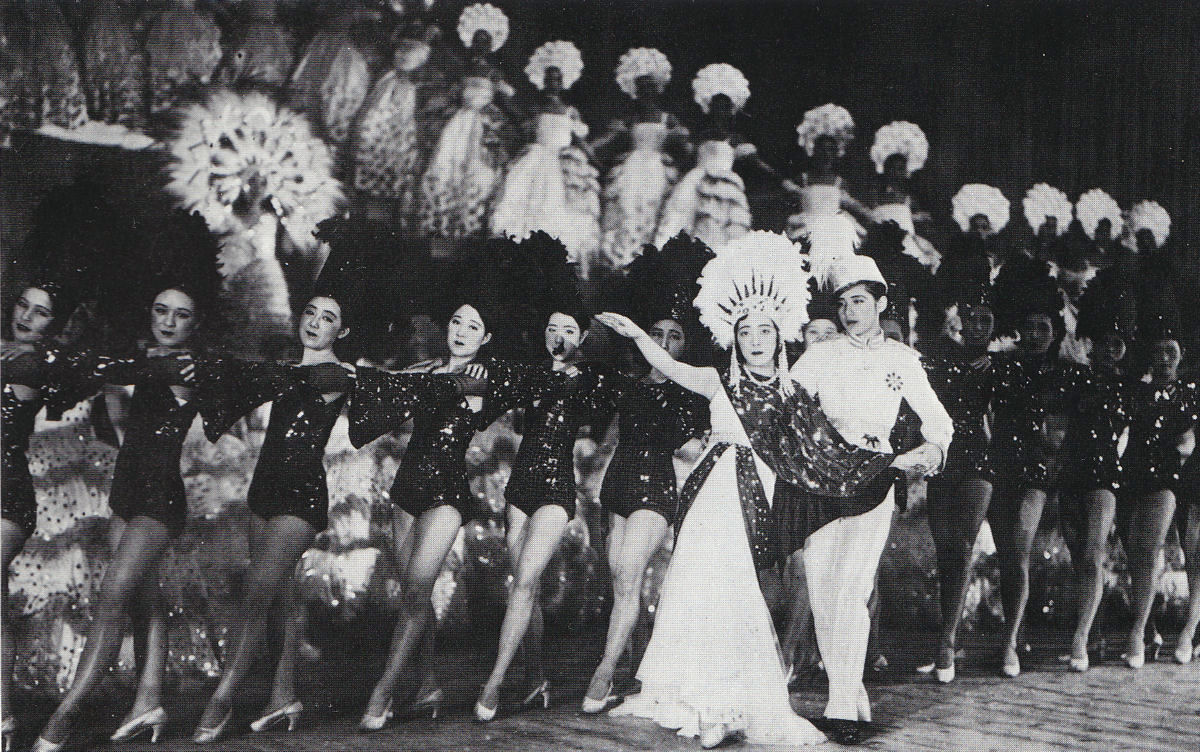
『グランドレビュー大東京』に併演された『らぶ・ぱれいど』（東京劇場、1932年10月）。

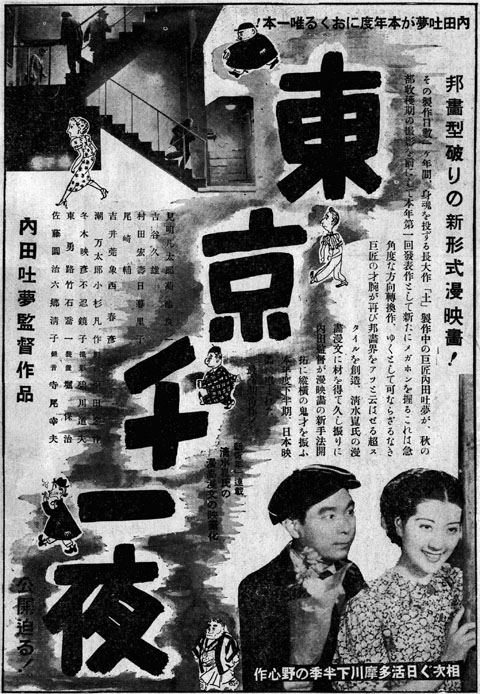
『東京千一夜』公開時の雑誌広告（1938年10月）、不忍鏡子の名が確認できる。

### 松竹楽劇部から映画界へ
1919年（大正8年）10月29日、北海道夕張郡夕張町（現在の夕張市）に生まれる。父の進藤誠三郎が鉄道省の技師であり、小学校時代だけでも、道内の釧路市、樺太庁豊原支庁豊栄郡落合町（現在のロシア連邦サハリン州ドリンスク）、東京府豊多摩郡大久保町（現在の東京都新宿区）と転校を繰り返した。1932年（昭和7年）3月、同町の大久保尋常高等小学校（現在の新宿区立大久保小学校）を卒業し、同年4月、当時角筈（現在の新宿区西新宿1丁目6番）にあった精華高等女学校（現在の東海大学付属市原望洋高等学校）に進学する。
同年9月、満13歳の誕生日を目前にして同校を中途退学、松竹楽劇部（のちの松竹歌劇団）に入団、第12期生になる。このときの同期44名に対し芸名が公募され、上野恩賜公園の不忍池にちなみ不忍 鏡子と名づけられた。日暮里子、井草鈴子らとともに、東京市内の地名にちなんだ命名を受け、同年10月26日開幕の『グランドレビュー大東京』で揃ってデビューした。不忍の名は「不忍池は鏡の如し」の意だという。デビュー翌年の1933年（昭和8年）6月、水の江瀧子を闘争委員長とする労働争議・通称「桃色争議」が起きている。
1936年（昭和11年）6月、日活多摩川撮影所（現在の角川大映撮影所）に入社、このとき満16歳であった。同年10月24日に公開された『からくり歌劇』（監督大谷俊夫）に「ホステス」役で端役出演、映画界にデビューする。同撮影所美術部には実兄の進藤誠吾（1913年 - 2003年）が在籍しており、『召集令』（監督渡辺邦男、1935年）等の映画の装置・設計にクレジットされている。その妹であり、不忍にとっては実姉の進藤京子が劇作家の阿木翁助（1912年 - 2002年）と結婚したのは、不忍の日活入社の2か月後、同年8月である。阿木は進藤誠吾の友人であった。進藤家の長男が当時、満洲国（現在の中国東北部）で経済的成功を収め、家族を引き取るという段になり、誠吾が妹たちを内地に置いておくために不忍を自分の会社に入れ、京子を阿木に嫁がせた、という経緯があった。
1938年（昭和13年）6月1日に公開された『茶房の花々』（監督春原政久）では比較的大きな役ではあったが、それ以外は女給役、女中役が多く、同年には松竹楽劇部時代に同期生だった日暮里子が入ってきて、同年8月4日に公開された『楽天公子』では早速杉狂児の相手役を務めており、同年11月3日に公開された『東京千一夜』（監督内田吐夢）でも、まったくの脇ではなく「おかる」役を演じた不忍であったが、「サリー」役を演じた日暮に次ぐ位置であった。ただし同作で内田吐夢と出逢ったことは、不忍にとって、のちのち大きな経験になっている。1940年（昭和15年）2月1日に公開された『沃土萬里』（監督倉田文人）では、風見章子（1921年 - ）の友人役として、満州に集団移住した開拓農民、いわゆる「大陸の花嫁」を演じた。同年7月25日に公開された『三女性』（監督清瀬英次郎）に出演したのを最後に、満20歳で日活を退社した。
1941年（昭和16年）3月、映画監督の藤田潤一と結婚した。藤田との縁は、東宝映画東京撮影所（現在の東宝スタジオ）の文芸課に義兄の阿木翁助がおり、同社京都撮影所に藤田が在籍しており、藤田は当時、東京撮影所に出張して仕事をしていたことによる。挙式は東京・赤坂の氷川神社で、阿木の上司で文芸課長の竹井諒夫妻を媒酌人として行われた。阿木が書いた原作を藤田が監督した『大いなる感情』は、同年5月8日に公開された。同年12月8日、日本は米国に宣戦布告、第二次世界大戦に突入した。

### 休業、離婚と映画界への復帰
大戦が始まると、夫の藤田は、当時東宝傘下であった榎本健一を座長とする「エノケン一座」（東宝榎本健一一座）の座付き作家（劇作家・演出家）に転向し、1942年（昭和17年）11月公演で『河童の国』（原作塩谷寿雄）を脚色・演出している。戦後1946年（昭和21年）8月、「エノケン一座」は東宝から独立し、株式会社榎本健一劇団に組織変更しているが、藤田はその後も同劇団の作品を書き、演出した。夫は劇作家、演出家として成功し、家庭でも2男に恵まれたが、放縦な生活を送るようになっていた。結婚生活10周年を迎えた1951年（昭和26年）、不忍は、松竹楽劇部時代に同期生で、日活多摩川撮影所でも同僚だった日暮里子が大友伸を相手役に主演した『君を夢みて』（監督三枝源次郎）に出演、同作は同年6月19日に公開された。翌1952年（昭和27年）には、当時、実兄の進藤誠吾が在籍する新東宝が製作した『恋の応援団長』（監督井上梅次）に小さな役を得て、出演している。同作の美術は兄が手がけており、同作は同年6月19日に公開された。1953年（昭和28年）、不忍は藤田とついに離婚、まだ学童であった2男は不忍が引き取り、育てることになった。不忍との離婚以降の3年間、藤田の仕事については、伝えられるものがなかった。
女手一つで子どもを育てていく決心をした不忍は、1954年（昭和29年）、東映東京撮影所に入社、日活多摩川撮影所時代にも数本出演したことのある千葉泰樹の監督作『悪の愉しさ』（主演伊藤久哉）に脇役で出演、満34歳で本格的に映画界に復帰した。1955年（昭和30年）5月17日に公開された『サラリーマン 目白三平』（監督千葉泰樹）に、主人公を演じる笠智衆・望月優子の隣人「細川の奥さん」を演じたのを最後に、芸名を不忍 郷子と表記を改め、翌6月21日に公開された『終電車の死美人』（監督小林恒夫）から新表記でのクレジットがされるようになった。翌1956年（昭和31年）夏には、兄の進藤誠吾が新東宝から東映東京撮影所に移籍、1957年（昭和32年）3月4日公開の『米』（監督今井正）、同年5月7日公開の『多情仏心』（監督小沢茂弘）では、兄が美術を手がけ、妹の不忍が小さな役で出演している。同年11月24日に公開された亜炭発掘場を舞台にした映画『どたんば』（監督内田吐夢）では、花澤徳衛演じる「伴野多吉」の妻「伴野勝子」役を演じた。劇場用映画では、圧倒的に脇役・端役が多かったこの時代の不忍であったが、東映教育映画部の作品にも積極的に出演し、1959年（昭和34年）10月1日に公開された教育映画『六人姉妹』（監督堀内甲）では、主人公を演じる大森暁美たち子役ばかりの同作のなかで、大きな役柄である母親役を演じている。同年3月6日に放映を開始した連続テレビ映画『捜査本部』（監督石原均）、同年6月3日に放映を開始した『七色仮面』といった、東映が製作するテレビ映画にも積極的に出演した。
1964年（昭和39年）に撮影が始まった内田吐夢の大作映画『飢餓海峡』では、伴淳三郎が演じた、物語上の重要人物である函館警察の刑事弓坂の妻「織江」役に抜擢され、満45歳で出演した同作をもって、芸名を本名である進藤 幸と改めた。同作は製作に時間がかかり、同作公開までに、同年8月26日放映のテレビ映画『特別機動捜査隊』第148回『老刑事の死』（監督今村農夫也）、同年11月21日公開の劇場用映画『肉体の盛装』（監督村山新治）ではすでに「進藤幸」とクレジットされている。『飢餓海峡』は、翌1965年（昭和40年）1月15日に公開され、大ヒットを記録した。『日本映画俳優全集・女優編』の不忍の項には、同年3月10日に公開された『孤独の賭け』（監督村山新治）を最後に引退した旨の記述があり、確かに出演本数は激減、1966年（昭和41年）2月以降の3年間は出演記録が欠如しているが、劇場用映画にもテレビ映画にも出演は続けていた。
1970年（昭和45年）8月7日、内田吐夢が満72歳で亡くなり、同年10月に発行された『月刊シナリオ』（日本シナリオ作家協会）誌上で行われた座談会「追悼特集 内田吐夢 その死と作家執念」に、伊藤大輔、入江たか子、風見章子、片岡千恵蔵、小杉勇、椎野英之、菅井一郎、田坂具隆、紅沢葉子、村田知栄子、八木保太郎、八尋不二、依田義賢、岸松雄とともに参加、誌面には「不忍鏡子」とクレジットされた。

### テレビ映画の脇役老女優
1970年代に入ると、不忍（進藤幸）は50代を迎え、東映製作にかぎらず、国際放映や東宝が製作するテレビ映画の脇役老女優として、『太陽にほえろ!』、『特捜最前線』等に繰り返しゲスト出演した。1990年代に入ると出演本数は激減するが、いわゆる「2時間ドラマ」と呼ばれる長時間の単発テレビ映画を中心にわずかながら出演、1993年（平成5年）10月30日に公開された『裸足のピクニック』（監督矢口史靖）にも出演した。
2002年（平成14年）には、同年7月20日公開の劇場用映画『パルコフィクション』（監督矢口史靖・鈴木卓爾）、同年8月2日放送のテレビドラマ『実録 福田和子』（演出福本義人、脚本神山由美子）に出演した記録が残る。同年9月11日、義兄の阿木翁助が死去、翌2003年（平成15年）5月1日には実兄の進藤誠吾が死去しており、満82歳のときに出演した同2作を最後に出演記録は途絶えている。

## 家系
- 進藤誠三郎 - 父、鉄道技師
- 進藤誠吾 - 兄（1913年 - 2003年）、日本映画・テレビ美術監督協会元理事長[19][28]
- 阿木翁助 - 義兄（1912年 - 2002年、本名安達鉄翁）、劇作家、日本放送作家協会会長、元日本テレビ放送網常務取締役[21]
- 安達京子 - 姉（ - 2003年、旧姓進藤京子）
  - 安達隆夫 - 甥（1938年 - 1991年）、東宝演劇部プロデューサー
  - 笠井信輔 - 姪の子（1963年 - ）、フジテレビアナウンサー
- 藤田潤一 - 元夫（1910年 - 1970年代）、映画監督・劇作家
  - 長男 - スエヒロ新宿店支配人（1980年当時[2]）
  - 次男 - スエヒロ本社調理部長（1980年当時[2]）

## フィルモグラフィ
すべて出演であり、「不忍鏡子」以外の名義でのクレジットはすべて特筆した。東京国立近代美術館フィルムセンター（NFC）等の所蔵状況についても記す。

### 1930年代
- 『からくり歌劇』（からくりオペラ） : 監督大谷俊夫、原作サトウハチロー、主演岸井明、製作日活多摩川撮影所、配給日活、1936年10月24日公開 - 初出演・「ホステス」役[2]
- 『ジャズ忠臣蔵』 : 監督伊賀山正徳、原作サトウハチロー、脚本小国英雄・山崎謙太、主演杉狂児、製作日活多摩川撮影所、配給日活、1937年4月15日公開 - 出演・「踊り子A」役
- 『悦ちゃん乗り出す』 : 監督・脚色倉田文人、原作サトウハチロー、主演悦ちゃん、製作日活多摩川撮影所、配給日活、1937年6月17日公開
- 『娘三十人』 : 監督・原作・脚本田口哲、主演伊沢一郎、製作日活多摩川撮影所、配給日活、1937年8月5日公開 - 出演・「花子」役
- 『悦ちゃんの千人針』 : 監督・脚色倉田文人、原作酒井俊、主演悦ちゃん、製作日活多摩川撮影所、配給日活、1937年11月25日公開
- 『あたし幸福よ』 : 監督千葉泰樹、原作小国英雄、脚本山崎謙太、主演杉狂児、製作日活多摩川撮影所、配給日活、1937年12月12日公開 - 出演・「京子」役

- 『少年突撃兵』 : 監督伊賀山正徳、原作・脚本笠原良三、主演片山明彦、製作日活多摩川撮影所、配給日活、1938年3月4日公開 - 出演
- 『春雨郵便』 : 監督・脚本水ケ江竜一、原作吉川英治、主演花柳小菊、製作日活多摩川撮影所、配給日活、1938年4月28日公開 - 出演・「小柴家女中」役
- 『茶房の花々』 : 監督春原政久、脚本笠原良三・陶山鉄、主演石井美笑子、製作日活多摩川撮影所、配給日活、1938年6月1日公開 - 出演・「ミミ子」役
- 『アパート交響曲』 : 監督清瀬英次郎、原作豊田実、脚本成川弘、主演江川宇礼雄・村田知栄子、製作日活多摩川撮影所、配給日活、1938年7月13日公開 - 出演・「(三号室保険外交員)その妻」役
- 『我が恋せし女中さん』 : 監督渡邊恒次郎、脚本荒巻芳郎・小島武夫、主演伊沢一郎、製作日活多摩川撮影所、配給日活、製作日活多摩川撮影所、配給日活、1938年8月10日公開 - 出演・「お由さん」役
- 『北へ帰る』 : 監督・脚本倉田文人、原作菅原卓、主演見明凡太郎、製作日活多摩川撮影所、配給日活、1938年9月15日公開 - 出演・「新しい女中」役
- 『奥様御出勤』 : 監督春原政久、原作川原久仁於、脚本笠原良三、主演潮万太郎・村田知栄子、製作日活多摩川撮影所、配給日活、1938年9月22日公開 - 出演・「社長の姪・夏子」役
- 『東京千一夜』 : 監督内田吐夢、原作清水崑、脚本平田参作、主演村田宏寿、製作日活多摩川撮影所、配給日活、1938年11月3日公開 - 出演・「おかる」役

- 『新生活設計図』 : 監督伊賀山正徳、原作婦人之友編集部、脚色石田吉男、潤色笠原良三・黒岩健而、主演江川宇礼雄]、製作日活多摩川撮影所、配給日活、1938年11月10日公開 - 出演・「妻・くき」役
- 『想ひ出の丘』 : 監督富岡捷、原作・脚本小国英雄、主演吉井莞象、製作日活多摩川撮影所、配給日活、1939年1月14日公開 - 出演・「女中・きよ」役
- 『花嫁拝領』 : 監督渡邊恒次郎、原作近江帆三、脚本笠原良三、主演井染四郎、製作日活多摩川撮影所、配給日活、1939年2月8日公開 - 出演・「滋子」役
- 『爆音』 : 監督田坂具隆、原作・脚本伊藤章三、主演小杉勇、製作日活多摩川撮影所、配給日活、1939年2月15日公開 - 出演・「百姓家の農婦」役、84分の上映用プリントをNFCが所蔵[5]
- 『雲雀』 : 監督島耕二、原作・脚本伊藤章三、主演杉狂児、製作日活多摩川撮影所、配給日活、1939年3月15日公開 - 出演・「女給・みどり」役
- 『女性の力』 : 監督伊賀山正徳、原作広津和郎、脚本館岡謙之助、主演北龍二、製作日活多摩川撮影所、配給日活、1939年6月15日公開 - 出演・「モード社記者 伊東」役、16分の上映用プリントをNFCが所蔵[5]
- 『花園の天使』 : 監督千葉泰樹、原作吉田二三夫、脚本永見隆二、主演杉狂児・轟夕起子、製作日活多摩川撮影所、配給日活、1939年7月13日公開 - 出演・「出札嬢A」役
- 『潮風の乙女』 : 監督春原政久、原作川端克二、脚本館岡謙之助、主演村田知栄子、製作日活多摩川撮影所、配給日活、1939年9月14日公開 - 出演・「カズ」役
- 『姉さんのお嫁入り』 : 監督千葉泰樹、原作和田眛、脚本吉田二三夫、主演片山明彦・風見章子、製作日活京都撮影所、配給日活、1939年9月21日公開

### 1940年代
- 『沃土万里』[9]（『沃土萬里』[5][11]） : 監督・原作・脚本倉田文人、主演江川宇礼雄、製作日活多摩川撮影所、配給日活、1940年2月1日公開 - 出演・「糸子の友人ぎん」役、85分の上映用プリントをNFCが所蔵[5]
- 『突撃はこれからだ』 : 監督伊賀山正徳、原作笠原良三、脚本秋田淳、主演江川宇礼雄、製作日活多摩川撮影所、配給日活、1940年2月15日公開 - 出演・「タイピスト・とみ子」役
- 『父に祈る』 : 監督森永健次郎、原作・脚本陶山鉄、主演村田知栄子、製作日活多摩川撮影所、配給日活、1940年3月26日公開 - 出演・「小林幸子」役
- 『人情ぐるま』 : 監督春原政久、原作穂高燕吉、脚本稲田四郎、主演星ひかる、製作日活多摩川撮影所、配給日活、1940年4月11日公開 - 出演・「すみ」役
- 『新婚の道草』 : 監督小西達三郎、原作玉川映二、脚本笠原良三、主演星ひかる、製作日活多摩川撮影所、配給日活、1940年6月6日公開 - 出演・「富子」役
- 『三女性』 : 監督清瀬英次郎、原作林芙美子、脚本成川弘、主演宮城千賀子、製作日活多摩川撮影所、配給日活、1940年7月25日公開 - 出演・「智恵子」役

### 1950年代
- 『君を夢みて』 : 監督・脚本三枝源次郎、主演大友伸・日暮里子、製作大伸映画、配給不明、1951年6月19日公開
- 『恋の応援団長』 : 監督・脚本井上梅次、美術進藤誠吾、主演小林桂樹、製作・配給新東宝、1952年6月19日公開 - 出演・「友子」役、85分の上映用プリントをNFCが所蔵[5]
- 『悪の愉しさ』 : 監督千葉泰樹、原作石川達三、脚本猪俣勝人、主演伊藤久哉、製作東映東京撮影所、配給東映、1954年10月5日公開 - 出演・「女給お高」役、110分の上映用プリントをNFCが所蔵[5]
- 『継母』 : 監督伊賀山正徳、原作竹田敏彦、脚本館岡謙之助、主演折原啓子、製作東映東京撮影所、配給東映、1954年10月26日公開 - 出演・「室井夫人」役

- 『まごころの花ひらく 女給』（『女給』） : 監督千葉泰樹、脚本猪俣勝人、主演杉葉子、製作東映東京撮影所、配給東映、1955年2月20日公開（映倫番号 1652） - 出演、『女給』題で110分の上映用プリントをNFCが所蔵[5]
- 『十九の花嫁』 : 監督小石栄一、脚本新藤兼人、主演三宅邦子、製作東映東京撮影所、配給東映、1955年4月13日公開 - 出演・「仲人の妻」役
- 『サラリーマン 目白三平』 : 監督千葉泰樹、原作中村武志、脚本井手俊郎、主演笠智衆、製作東映東京撮影所、配給東映、1955年5月17日公開 - 出演・「細川の奥さん」役

- 『終電車の死美人』 : 監督小林恒夫、原作朝日新聞警視庁担当記者団、脚本白石五郎・森田新、主演宇佐美淳也、製作東映東京撮影所、配給東映、1955年6月21日公開 - 「不忍郷子」名義で出演[2]・「マダム」役
- 『母水仙』 : 監督伊賀山正徳、原作三好一光、脚本笠原良三、主演三浦光子、製作東映東京撮影所、配給東映、1955年7月20日公開 - 「不忍郷子」名義で出演・「おはま」役
- 『殺人現行犯』 : 監督佐伯清、原作有馬頼義、脚本竹之上重人・佐伯清、主演伊藤久哉、製作東映東京撮影所、配給東映、1955年11月29日公開 - 「不忍郷子」名義で出演・「管理人吉川の妻」役

- 『大地の侍』 : 監督佐伯清、原作本庄陸男、脚本高岩肇、主演大友柳太朗、製作東映東京撮影所、配給東映、1956年1月29日公開 - 「不忍郷子」名義で出演、106分の上映用プリントをNFCが所蔵[5]
- 『わんぱく時代』 : 監督村山新治、脚本清水信夫、主演高原駿雄、製作・配給東映教育映画部、1956年5月2日完成 - 「不忍郷子」名義で出演、46分の上映用プリントをNFCが所蔵[5]
- 『母子像』 : 監督佐伯清、原作久生十蘭、脚本植草圭之助、主演山田五十鈴、製作東映東京撮影所、配給東映、1956年6月1日公開 - 「不忍郷子」名義で出演、87分の上映用プリントをNFCが所蔵[5]
- 『無法街』 : 監督小沢茂弘、原作島田一男、脚本小川正、主演波島進、製作東映東京撮影所、製作東映、1956年6月8日公開 - 「不忍郷子」名義で出演・「麗子」役
- 『笑いの魔術師』 : 監督津田不二夫、原案南平治、脚本中田竜雄・岡田豊、主演堺駿二、製作東映東京撮影所、配給東映、1956年6月14日公開 - 出演・「B女史」役
- 『にっぽんGメン 特別武装班出動』 : 監督小石栄一、脚本春万作、主演松本克平、製作東映東京撮影所、製作東映、1956年7月25日公開 - 「不忍郷子」名義で出演・「パン屋のお内儀」役
- 『愛の翼 お母さん行ってきます』 : 監督石原均、脚本中田竜雄、主演加藤嘉、製作東映東京撮影所、製作東映、1956年10月2日公開 - 「不忍郷子」名義で出演・「面会に行く妻」役
- 『母孔雀』 : 監督伊賀山正光、原作竹田敏彦、脚本笠原良三、主演三浦光子、製作東映東京撮影所、配給東映、1956年12月5日公開 - 出演・「下宿の主婦」役
- 『警視庁物語 追跡七十三時間』 : 監督関川秀雄、脚本長谷川公之、主演永田靖、製作東映東京撮影所、製作東映、1956年12月11日公開 - 「不忍郷子」名義で出演・「旅館のおかみ」役
- 『風の又三郎』 : 監督村山新治、原作宮沢賢治、清水信夫、主演久保賢、製作・配給東映教育映画部、1957年（1956年とも）完成 - 「不忍郷子」名義で出演[3]、2010年に東映ビデオがDVDビデオグラムを発売[3]
- 『純情部隊』 : 監督マキノ雅弘、原作玉川一郎、脚本中田竜雄、主演力道山、製作東映東京撮影所、配給東映、1957年1月15日公開 - 「不忍郷子」名義で出演・「安永房子」役、84分の上映用プリントをNFCが所蔵[5]
- 『母星子星』 : 監督石原均、脚本中田竜雄、主演松島トモ子、製作東映東京撮影所、配給東映、1957年1月22日公開 - 「不忍郷子」名義で出演・「常子」役
- 『とんちんかん八百八町』 : 監督石原均、脚本舟橋和郎、主演榎本健一、製作東映東京撮影所、製作東映、1957年2月25日公開 - 「不忍郷子」名義で出演・「長屋の女房」役
- 『米』 : 監督今井正、原作・脚本八木保太郎、美術進藤誠吾、主演江原真二郎、製作東映東京撮影所、配給東映、1957年3月4日公開 - 「不忍郷子」名義で出演・「バスの中の農婦」役、118分の上映用プリントをNFCが所蔵[5]
- 『不良女学生』 : 監督佐伯清、原作田村泰次郎、脚本植草圭之助、主演中原ひとみ、製作東映東京撮影所、配給東映、1957年4月9日公開 - 「不忍郷子」名義で出演・「婆や」役
- 『五円の天使』 : 監督道林一郎、原案六浦光雄、脚本岩佐氏寿、主演堀込さなえ・清村耕次、製作・配給東映教育映画部、1957年4月完成 - 「不忍郷子」名義で出演、30分の上映用プリントをNFCが所蔵[5]
- 『多情仏心』（『多情佛心』） : 監督小沢茂弘、原作里見弴、脚本新藤兼人、美術進藤誠吾、主演佐野周二、製作東映東京撮影所、製作東映、1957年5月7日公開 - 「不忍郷子」名義で出演・「お勢」役
- 『さよなら港』 : 監督伊賀山正光、脚本中田竜雄、主演堀雄二、製作東映東京撮影所、配給東映、1957年6月25日公開 - 「不忍郷子」名義で出演・「お栄」役
- 『船頭姉妹』 : 監督伊賀山正光、脚本森田新・矢田四郎、主演加藤嘉、製作東映東京撮影所、製作東映、1957年7月2日公開 - 「不忍郷子」名義で出演・「船の客親」役
- 『渡し舟の太一』 : 監督村山新治、原作嵯峨敞全、脚本服部正美、主演本宮賢次、製作・配給東映教育映画部、1957年7月18日完成 - 「不忍郷子」名義で出演、51分の上映用プリントをNFCが所蔵[5]
- 『おばあちゃんの目』 : 監督今泉善珠、原作前原賢一、脚本服部正美、主演五月藤江、製作・配給東映教育映画部、1957年8月24日完成・1960年4月2日テレビ放映 - 「不忍郷子」名義で出演、30分の上映用プリントをNFCが所蔵[5]
- 『血まみれの決闘』 : 監督小石栄一、原案能生三郎、脚本瀬川昌治、主演高倉健、製作東映東京撮影所、配給東映、1957年8月28日公開 - 「不忍郷子」名義で出演・「やす」役
- 『警視庁物語 上野発五時三五分』 : 監督村山新治、脚本長谷川公之、主演波島進、製作東映東京撮影所、配給東映、1957年8月28日公開 - 「不忍郷子」名義で出演・「オート・レース観客Cの妻」役
- 『二宮尊徳の少年時代』 : 監督村山新治、脚本片岡薫、主演山本豊三、製作・配給東映教育映画部、1957年9月23日公開 - 「不忍郷子」名義で出演・「お才」役、48分の上映用プリントをNFCが所蔵[5]
- 『逢いたいなァあの人に』 : 監督伊賀山正光、脚本中田竜雄、主演中村雅子、製作東映東京撮影所、配給東映、1957年10月8日公開 - 「不忍郷子」名義で出演・「北原お常」役
- 『純愛物語』 : 監督今井正、脚本水木洋子、美術進藤誠吾、主演江原真二郎・中原ひとみ、製作東映東京撮影所、製作東映、1957年10月15日公開 - 「不忍郷子」名義で出演・「妾(中年妾)」役、130分の上映用プリントをNFCが所蔵[5]
- 『笑え勘平より 消えた短剣』 : 監督津田不二夫、原作今日出海、脚本小川正、主演松本克平、製作東映東京撮影所、配給東映、1957年10月22日公開 - 「不忍郷子」名義で出演・「お仙婆や」役
- 『笑え勘平より 摩天楼の秘密』 : 監督津田不二夫、原作今日出海、脚本小川正、主演波島進、製作東映東京撮影所、配給東映、1957年11月5日公開 - 「不忍郷子」名義で出演・「お仙婆や」役
- 『どたんば』 : 監督内田吐夢、原作菊島隆三、脚本橋本忍・内田吐夢、主演江原真二郎、製作東映東京撮影所、配給東映、1957年11月24日公開 - 「不忍郷子」名義で出演・「伴野勝子」役、108分の上映用プリントをNFCが所蔵[5]
- 『落ちていたおかね』 : 監督大岡紀、脚本清水信夫、主演松本栄藏、製作・配給東映教育映画部、1957年完成 - 「不忍郷子」名義で出演、22分の上映用プリントをNFCが所蔵[5]

- 『娘十八御意見無用』 : 監督佐伯清、原作中野実、脚本須崎勝弥、美術進藤誠吾、主演美空ひばり、製作東映東京撮影所、製作東映、1958年1月3日公開 - 「不忍郷子」名義で出演・「別荘番」役
- 『台風息子』 : 監督小石栄一、原作摂津茂和、脚本八木沢武孝、主演江原真二郎、製作東映東京撮影所、配給東映、1958年3月11日公開 - 「不忍郷子」名義で出演・「よろめき夫人B」役
- 『子供のしかり方とほめ方』 : 監督黒川義博、脚本岡田山仁、主演牧野狂介、製作・配給東映教育映画部、1958年3月完成 - 「不忍郷子」名義で出演、20分の上映用プリントをNFCが所蔵[5]
- 『一丁目一番地』 : 監督斎藤寅次郎、原作高垣葵・高橋昇之助、脚本須崎勝弥、主演柳沢真一、製作東映東京撮影所、製作東映、1958年4月21日公開 - 「不忍郷子」名義で出演・「岡田つね子」役
- 『恋愛自由型』 : 監督佐伯清、原作中野実、脚本中山隆二、主演美空ひばり、製作東映東京撮影所、配給東映、1958年4月30日公開 - 「不忍郷子」名義で出演・「妻お兼」役
- 『不敵なる反抗』 : 監督マキノ雅弘、脚本高岩肇、美術進藤誠吾、主演岡田英次、製作東映東京撮影所、配給東映、1958年5月7日公開 - 「不忍郷子」名義で出演・「広瀬たき」役
- 『一丁目一番地 第二部』 : 監督斎藤寅次郎、原作高垣葵・高橋昇之助、脚本須崎勝弥、主演柳沢真一、製作東映東京撮影所、製作東映、1958年5月12日公開 - 「不忍郷子」名義で出演・「岡田つね子」役
- 『友情物語』 : 監督関川秀雄、脚本大島善助、主演福原秀雄、製作・配給東映教育映画部、1957年5月公開 - 出演
- 『季節風の彼方に』 : 監督関川秀雄、原作佐藤鉄章、脚本八住利雄、主演久我美子、製作東映東京撮影所、配給東映、1958年6月10日公開 - 「不忍郷子」名義で出演・「高校の先生」役
- 『警視庁物語 七人の追跡者』 : 監督村山新治、脚本長谷川公之、主演松本克平、製作東映東京撮影所、配給東映、1958年6月10日公開 - 「不忍郷子」名義で出演・「アパートの奥さん」役
- 『切手のいらない手紙』 : 監督豊田敬太、脚本古川良範、主演近衛敏明、製作・配給東映教育映画部、1958年6月完成 - 「不忍郷子」名義で出演、31分の上映用プリントをNFCが所蔵[5]
- 『炭鉱の子』（『炭坑の子』） : 監督長谷部慶治、脚本清水信夫・長谷部慶治、主演橘田勇、製作・配給東映教育映画部、1958年7月完成 - 「不忍郷子」名義で出演・「戸川久江」役、『炭鉱の子』題で50分の上映用プリントをNFCが所蔵[5]
- 『波止場がらす』 : 監督伊賀山正光、脚本森田新、主演南廣、製作東映東京撮影所、配給東映、1958年10月8日公開 - 「不忍郷子」名義で出演・「近所の婦人」役
- 『お母さんのエラー』 : 監督・脚本大島善介、主演近衛敏明、製作・配給東映教育映画部、1958年12月完成・1959年12月18日テレビ放映 - 「不忍郷子」名義で出演、18分の上映用プリントをNFCが所蔵[5]

- 『警視庁物語 顔のない女』 : 監督村山新治、脚本長谷川公之、主演堀雄二、製作東映東京撮影所、配給東映、1959年2月18日公開 - 「不忍郷子」名義で出演、83分の上映用プリントをNFCが所蔵[5]
- 『捜査本部』 : 監督石原均、脚本長谷川公之、主演波島進、製作東映・毎日放送、1959年3月6日 - 同年5月29日放映（東海テレビ放送先行・連続テレビ映画・全13回） - 「不忍郷子」名義で出演
- 『名犬物語 断崖の少年』 : 監督伊賀山正光、原作戸川幸夫、脚本棚田吾郎、主演加藤嘉、製作東映東京撮影所、配給東映、1959年4月8日公開 - 「不忍郷子」名義で出演・「村長夫人」役
- 『白い通り魔』 : 監督小石栄一、原案池田一朗、脚本池沢敦、主演中村嘉葎雄、製作東映東京撮影所、配給東映、1959年5月5日公開 - 「不忍郷子」名義で出演・「佐藤秋子」役
- 『七色仮面』第1部『コブラ仮面』 : 監督鈴木敏郎・和田篤人・相野田悟・島津昇一、原作川内康範、脚本松原佳成・川内康範、主演波島進、製作東映・毎日放送、1959年6月3日 - 同年8月20日放映（連続テレビ映画・全12回） - 「不忍郷子」名義で出演
- 『おたまじゃくしの会 集団就職者の報告』 : 監督黒川義博、脚本岡田山仁、主演唐木沢一雄、製作・配給東映教育映画部、1959年6月完成 - 「不忍郷子」名義で出演、33分の上映用プリントをNFCが所蔵[5]
- 『父と娘』 : 監督小石栄一、原作壺井栄、脚本斎藤良輔、主演薄田研二、製作東映東京撮影所、配給東映、1959年7月7日公開 - 「不忍郷子」名義で出演・「妻時枝」役
- 『埠頭の縄張り』 : 監督佐伯清、脚本井手雅人、美術進藤誠吾、主演江原真二郎、製作東映東京撮影所、配給東映、1959年7月22日公開 - 「不忍郷子」名義で出演・「物売り船の女A」役
- 『父の座母の座』 : 監督瀬藤祝、脚本西沢裕、主演外野村晋、製作・配給東映教育映画部、1959年7月完成 - 「不忍郷子」名義で出演・「幸夫の母まさ」役、33分の上映用プリントをNFCが所蔵[5]
- 『おかあさんの耳は買えない』 : 監督豊田敬太、脚本古川良範、共演石矢博・佐野布美子、製作・配給東映教育映画部、1959年8月完成 - 「不忍郷子」名義で主演、35分の上映用プリントをNFCが所蔵[5]
- 『べらんめえ探偵娘』 : 監督佐伯清、脚本笠原良三・笠原和夫、主演美空ひばり、製作東映東京撮影所、配給東映、1959年9月23日公開 - 「不忍郷子」名義で出演・「つね」役
- 『高度7000米 恐怖の四時間』 : 監督小林恒夫、脚本舟橋和郎、主演高倉健、製作東映東京撮影所、配給東映、1959年9月30日公開 - 「不忍郷子」名義で出演・「信一の母」役
- 『六人姉妹』 : 監督堀内甲、原作葛西睦子、脚本瀬藤祝・堀内甲、主演大森暁美、製作東映教育映画部、製作東映、1959年10月1日公開 - 「不忍郷子」名義で出演・「母安子」役、47分の上映用プリントをNFCが所蔵[5]
- 『特ダネ三十時間 拾った牝豹 午前零時の顔』 : 監督若林栄二郎、脚本舟橋和郎、主演南廣、製作東映東京撮影所、配給東映、1959年10月13日公開 - 「不忍郷子」名義で出演・「佐野警部補の妻」役
- 『七つの弾丸』 : 監督村山新治、脚本橋本忍、主演三國連太郎、製作東映東京撮影所、配給東映、1959年10月27日公開 - 「不忍郷子」名義で出演・「山城館のおかみさん」役
- 『ふたりの休日』 : 監督小石栄一、脚本押川国秋、主演中村嘉葎雄、製作東映東京撮影所、配給東映、1959年11月10日公開 - 「不忍郷子」名義で出演・「松江」役
- 『べらんめえ芸者』 : 監督小石栄一、脚本笠原良三・笠原和夫、主演美空ひばり、製作東映東京撮影所、配給東映、1959年12月6日公開 - 「不忍郷子」名義で出演・「しげ」役

### 1960年代
- 『警視庁物語 深夜便一三〇列車』 : 監督飯塚増一、脚本長谷川公之、主演松村達雄、製作東映東京撮影所、配給東映、1960年1月27日公開 - 「不忍郷子」名義で出演・「下宿のおかみさん」役
- 『大いなる旅路』 : 監督関川秀雄、原作加茂秀男、脚本新藤兼人、主演三国連太郎、製作東映東京撮影所、配給東映、1960年3月8日公開 - 「不忍郷子」名義で出演・「産婆」役、95分の上映用プリントをNFCが所蔵[5]
- 『男の挑戦』 : 監督島津昇一、脚本田代淳二、主演波多伸二、製作東映東京撮影所、配給東映、1960年3月15日公開- 「不忍郷子」名義で出演・「隆次の母」役
- 『息子の日記』 : 監督豊田敬太、脚本古川良範、主演堤真佐子、製作・配給東映教育映画部、1960年4月完成 - 「不忍郷子」名義で出演、32分の上映用プリントをNFCが所蔵[5]
- 『白い崖』 : 監督今井正、原作・脚本菊島隆三、美術進藤誠吾、主演木村功、製作東映東京撮影所、配給東映、1960年4月5日公開 - 「不忍郷子」名義で出演・「市川看護婦」役、122分の上映用プリントをNFCが所蔵[5]
- 『ボス表へ出ろ』 : 監督伊賀山正光、原作・脚本糸魚川三二・森田新、主演梅宮辰夫、製作東映東京撮影所、配給東映、1960年5月24日公開 - 「不忍郷子」名義で出演・「堀越の母」役
- 『第三の疑惑』 : 監督佐伯清、原作小林達夫、脚本灘千造、主演木村功、製作東映東京撮影所、配給東映、1960年5月24日公開 - 「不忍郷子」名義で出演・「煙草屋のお内儀」役
- 『浪曲権三と助十 ゆうれい駕籠』 : 監督・脚色冬島泰三、原作九十九鯨太、主演倉田爽平、製作東映東京撮影所、配給東映、1960年6月7日公開 - 「不忍郷子」名義で出演・「お咲」役
- 『浪曲権三と助十 呪いの置手紙』 : 監督・脚色冬島泰三、原作九十九鯨太、主演倉田爽平、製作東映東京撮影所、配給東映、1960年6月14日公開 - 「不忍郷子」名義で出演・「母おもん」役
- 『決斗の谷』 : 監督鈴木敏郎、脚本田代淳二・高久進、主演水木襄、製作東映東京撮影所、配給東映、1960年6月14日公開 - 「不忍郷子」名義で出演・「タバコ屋のおかみ」役
- 『警視庁物語 血液型の秘密 聞き込み』 : 監督飯塚増一、脚本長谷川公之、主演松本克平、製作東映東京撮影所、配給東映、1960年6月21日公開 - 「不忍郷子」名義で出演・「小春のおかみ」役
- 『天下の快男児 突進太郎』 : 監督小林恒夫、脚本棚田吾郎、主演高倉健、製作東映東京撮影所、配給東映、1960年7月13日公開 - 「不忍郷子」名義で出演・「女A」役
- 『少年漂流記』 : 監督関川秀雄、原作ジュール・ヴェルヌ、脚本森田新、主演水木襄、製作東映東京撮影所、配給東映、1960年7月26日公開 - 「不忍郷子」名義で出演・「上坂の母」役
- 『野獣の眼』 : 監督若林栄二郎、脚本八木保太郎・森田新、主演梅宮辰夫、製作東映東京撮影所、配給東映、1960年8月16日公開 - 「不忍郷子」名義で出演・「露地のおかみ」役
- 『砂漠を渡る太陽』 : 監督佐伯清、原作斎木寿夫、脚本池田一朗・小川英、主演鶴田浩二、製作東映東京撮影所、配給東映、1960年8月24日公開 - 「不忍郷子」名義で出演・「芳春」役、96分の上映用プリントをNFCが所蔵[5]
- 『十七才の逆襲 俺は昨日の俺じゃない』 : 監督佐藤肇、脚本寺田信義、主演松方弘樹、製作東映東京撮影所、配給東映、1960年9月7日公開 - 「不忍郷子」名義で出演・「松平家の婆や」役
- 『風流深川唄』 : 監督山村聰、原作川口松太郎、脚本笠原和夫、主演美空ひばり、製作東映東京撮影所、配給東映、1960年9月13日公開 - 「不忍郷子」名義で出演・「伊勢春の妻」役、87分の上映用プリントをNFCが所蔵[5]
- 『不良少女』 : 監督小林恒夫、脚本押川国秋、主演小林裕子、製作東映東京撮影所、配給東映、1960年10月23日公開 - 「不忍郷子」名義で出演・「坂田の母」役
- 『男ならやってみろ』 : 監督佐伯清、脚本直居欽哉、主演高倉健、製作東映東京撮影所、配給東映、1960年11月29日公開 - 「不忍郷子」名義で出演・「きよみの母親」役
- 『姿なき暴力』 : 監督飯塚増一、脚本佐治乾、主演水木襄、製作東映東京撮影所、配給東映、1960年12月6日公開 - 「不忍郷子」名義で出演・「ポンコツ屋のかみさん」役

- 『二人だけの太陽』 : 監督村山新治、脚本山本英明・松本功、主演水木襄、製作東映東京撮影所、配給東映、1961年2月14日公開 - 「不忍郷子」名義で出演・「清和荘の主婦」役
- 『がめつい奴は損をする』 : 監督小石栄一、原案谷崎洋、脚本山村英司、主演石井均、製作東映東京撮影所、配給ニュー東映、1961年5月10日公開 - 「不忍郷子」名義で出演・「山岡ふじ江」役、59分の上映用プリントをNFCが所蔵[5]
- 『べっぴんさんに気をつけろ』 : 監督小石栄一、脚本山村英司、主演石井均、製作東映東京撮影所、配給東映、1961年5月17日公開 - 「不忍郷子」名義で出演・「ふじ江」役
- 『魚河岸の女石松』 : 監督工藤栄一、脚本直居欽哉・横山保朗、美術進藤誠吾、主演美空ひばり、製作東映東京撮影所、製作ニュー東映、1961年5月31日公開 - 「不忍郷子」名義で出演・「被害者女」役
- 『わが生涯は火の如く』 : 監督関川秀雄、脚本甲斐久尊、主演三國連太郎、製作東映東京撮影所、配給東映、1961年6月9日公開 - 「不忍郷子」名義で出演・「俊郎の母」役
- 『皮ジャン・ブルース』 : 監督飯塚増一、脚本甲斐久尊、美術進藤誠吾、主演梅宮辰夫、製作東映東京撮影所、配給東映、1961年7月23日公開 - 「不忍郷子」名義で出演・「世話人」役
- 『街』 : 監督家城巳代治、脚本家城巳代治・間藤守之、主演江原真二郎、製作東映東京撮影所、配給東映、1961年10月14日公開 - 「不忍郷子」名義で出演・「下宿の内儀」役
- 『東京パトロール 終列車の少年』 : 監督佐伯清、原作長興裕之、脚本葉山浩三、主演南廣、製作東映東京撮影所、配給東映、1961年10月17日公開 - 「不忍郷子」名義で出演・「黒川夫人」役
- 『べらんめえ中乗りさん』 : 監督伊賀山正光、原作宮本幹也、脚本甲斐久尊、主演美空ひばり、製作東映東京撮影所、配給東映、1961年10月22日公開 - 「不忍郷子」名義で出演・「子供の母親」役
- 『悪魔の手毬唄』 : 監督渡辺邦男、原作横溝正史、脚本渡辺邦男・結束信二、美術進藤誠吾、主演高倉健、製作東映東京撮影所、製作東映、1961年11月15日公開 - 「不忍郷子」名義で出演・「仁礼宮子」役
- 『湖畔の人』 : 監督佐伯清、原作源氏鶏太、脚本秋元隆太、主演鶴田浩二、製作東映東京撮影所、製作ニュー東映、1961年11月22日公開 - 「不忍郷子」名義で出演・「旅館の女中」役

- 『べらんめえ芸者と大阪娘』 : 監督渡辺邦男、原案葉山浩三、脚本須崎勝弥・渡辺邦男、美術進藤誠吾、主演美空ひばり、製作東映東京撮影所、配給東映、1962年2月7日公開 - 「不忍郷子」名義で出演・「おさと」役
- 『黄門社長漫遊記』 : 監督小石栄一、原作・脚本大和久守正、主演進藤英太郎、製作東映東京撮影所、配給東映、1962年4月4日公開 - 「不忍郷子」名義で出演・「お征」役
- 『太平洋のGメン』 : 監督・脚本石井輝男、美術進藤誠吾、主演片岡千恵蔵、製作東映東京撮影所、配給東映、1962年4月22日公開 - 「不忍郷子」名義で出演、86分の上映用プリントをNFCが所蔵[5]
- 『あの空の果てに星はまたたく』 : 監督関川秀雄、原作・脚本新藤兼人、主演丘さとみ、製作東映東京撮影所、配給東映、1962年5月20日公開 - 「不忍郷子」名義で出演・「山口時子」役
- 『残酷な月』 : 監督飯塚増一、原作菊村到、脚本秋元隆太、主演丹波哲郎、製作東映東京撮影所、配給東映、1962年5月27日公開 - 「不忍郷子」名義で出演・「白木富子」役
- 『サラリーマン一心太助』 : 監督沢島忠、脚本鷹沢和善・若井基成、主演中村嘉葎雄、製作東映東京撮影所、配給東映、1962年6月3日公開 - 「不忍郷子」名義で出演・「千鳥の女将」役
- 『ロック物語』 : 監督小池淳、脚本吉川圭太、主演五十嵐基治、製作東映、1962年6月7日 - 1963年7月8日放映（連続テレビ映画・全52回） - 「不忍郷子」名義で出演
- 『ひばりの母恋いギター』 : 監督佐伯清、脚本鷹沢和善、主演美空ひばり、製作東映東京撮影所、配給東映、1962年8月12日公開 - 「不忍郷子」名義で出演・「女房」役
- 『こまどり姉妹 おけさ渡り鳥』 : 監督伊賀山正光、脚本須崎勝弥、主演こまどり姉妹、製作東映東京撮影所、配給東映、1962年9月16日公開 - 「不忍郷子」名義で出演・「おたね」役、70分の上映用プリントをNFCが所蔵[5]
- 『がんこ親父と江戸っ子社員』 : 監督渡辺祐介、脚本瀬川昌治・渡辺祐介、主演進藤英太郎、製作東映東京撮影所、配給東映、1962年9月22日公開 - 「不忍郷子」名義で出演・「料亭女将A」役
- 『続六人姉妹』 : 監督今泉善珠、原作葛西睦子、脚本山田よしお、主演大森暁美、製作・配給東映教育映画部、1962年9月完成 - 「不忍郷子」名義で出演・「母安子」役、47分の上映用プリントをNFCが所蔵[5]
- 『暗黒街最後の日』 : 監督・脚本井上梅次、美術進藤誠吾、主演鶴田浩二、製作東映東京撮影所、配給東映、1962年10月12日公開 - 「不忍郷子」名義で出演・「おかみ」役
- 『カレーライス』 : 監督渡辺祐介、原作阿川弘之、脚本舟橋和郎・渡辺祐介、主演江原真二郎、製作東映東京撮影所、配給東映、1962年11月23日公開 - 「不忍郷子」名義で出演・「桜田よね」役
- 『王将』 : 監督・脚本伊藤大輔、原作北条秀司、美術進藤誠吾、主演三国連太郎、製作東映東京撮影所、配給東映、1962年11月23日公開 - 「不忍郷子」名義で出演・「女中」役、92分の上映用プリントをNFCが所蔵[5]

- 『べらんめえ芸者と丁稚社長』 : 監督渡辺邦男、原作・脚本笠原和夫、主演美空ひばり、製作東映東京撮影所、配給東映、1963年1月23日公開 - 「不忍郷子」名義で出演・「料亭の女将」役
- 『東京アンタッチャブル 脱走』 : 監督関川秀雄、原作・脚色長谷川公之、主演三國連太郎、製作東映東京撮影所、配給東映、1963年3月16日公開 - 「不忍郷子」名義で出演・「原田の母」役
- 『人生劇場 飛車角』 : 監督沢島忠、原作尾崎士郎、脚本直居欽哉、美術進藤誠吾、主演鶴田浩二、製作東映東京撮影所、製作東映、1963年3月16日公開 - 「不忍郷子」名義で出演・「女郎屋の女将」役、94分の上映用プリントをNFCが所蔵[5]
- 『海道一の鬼紳士』（『東海一の鬼紳士』） : 監督渡辺祐介、脚本若井基成・田坂啓・渡辺祐介、主演進藤英太郎、製作東映東京撮影所、製作東映、1963年4月6日公開 - 「不忍郷子」名義で出演・「杉浦」役
- 『柔道一代』 : 監督佐伯清、原作近藤竜太郎、脚本松浦健郎、主演千葉真一、製作東映東京撮影所、製作東映、1963年4月21日公開 - 「不忍郷子」名義で出演・「火の玉組お春」役
- 『殺人鬼の誘惑』 : 監督若林栄二郎、原作山村英司、脚本池田一朗・山村英司、主演千葉真一、製作東映東京撮影所、配給東映、1963年5月19日公開 - 「不忍郷子」名義で出演
- 『警視庁物語 全国縦断捜査』 : 監督飯塚増一、脚本長谷川公之、主演南廣、製作東映東京撮影所、配給東映、1963年6月14日公開 - 「不忍郷子」名義で出演・「婦人」役、82分の上映用プリントをNFCが所蔵[5]
- 『警視庁物語 十代の足どり』 : 監督佐藤肇、脚本長谷川公之、主演神田隆、製作東映東京撮影所、配給東映、1963年7月7日公開 - 「不忍郷子」名義で出演・「母ちわ子」役
- 『浅草の侠客』 : 監督佐伯清、脚本松浦健郎、主演村田英雄・杉浦直樹、製作東映東京撮影所、配給東映、1963年7月31日公開 - 「不忍郷子」名義で出演・「環邸婆や」役
- 『ギャング忠臣蔵』 : 監督小沢茂弘、原作・脚本松浦健郎、美術進藤誠吾、主演片岡千恵蔵、製作東映東京撮影所、配給東映、1963年10月20日公開 - 「不忍郷子」名義で出演・「女将」役
- 『白い熱球』 : 監督佐伯清、原作杉森久英、脚本棚田吾郎、主演千葉真一、製作東映東京撮影所、配給東映、1963年10月29日公開 - 「不忍郷子」名義で出演・「荻原サダ」役
- 『おかしな奴』 : 監督沢島忠、脚本鈴木尚之、主演渥美清、製作東映東京撮影所、配給東映、1963年11月1日公開 - 「不忍郷子」名義で出演、110分の上映用プリントをNFCが所蔵[5]

- 『地獄命令』 : 監督小沢茂弘、原作松浦健郎、脚本松浦健郎・村尾昭、主演片岡千恵蔵、製作東映東京撮影所、配給東映、1964年1月9日公開 - 「不忍郷子」名義で出演・「足立良子」役
- 『どろ犬』 : 監督佐伯孚治、原作結城昌治、脚本池田一朗、主演大木実、製作東映東京撮影所、配給東映、1964年4月18日公開 - 「不忍郷子」名義で出演・「小田切茂子」役
- 『暗黒街大通り』 : 監督・脚本井上梅次、美術進藤誠吾、主演高倉健、製作東映東京撮影所、製作東映、1964年4月25日公開 - 「不忍郷子」名義で出演・「兼子」役
- 『悪女』 : 監督渡辺祐介、脚本下飯坂菊馬・渡辺祐介、美術進藤誠吾、主演小川真由美、製作東映東京撮影所、配給東映、1964年7月11日公開 - 「不忍郷子」名義で出演・「楠たえ」役

- 『特別機動捜査隊』第148回『老刑事の死』 : 監督今村農夫也、脚本藤田豊、主演波島進、製作東映テレビプロダクション・NET、1964年8月26日放映（テレビ映画） - 「進藤幸」名義で出演
- 『肉体の盛装』 : 監督村山新治、原作・脚本新藤兼人、美術進藤誠吾、主演佐久間良子、製作東映東京撮影所、配給東映、1964年11月21日公開（映倫番号 13728） - 「進藤幸」名義で出演・「福寿楼の女将」役
- 『飢餓海峡』 : 監督内田吐夢、原作水上勉、脚本鈴木尚也、主演三国連太郎、製作東映東京撮影所、配給東映、1965年1月15日公開（映倫番号 13677） - 「進藤幸」名義で出演・「織江・弓坂の妻」役、182分の上映用プリントをNFCが所蔵[5]
- 『孤独の賭け』 : 監督村山新治、原作五味川純平、脚本長谷川公之、美術進藤誠吾、主演佐久間良子、製作東映東京撮影所、配給東映、1965年3月10日公開（映倫番号 13828） - 「進藤幸」名義で出演・「ファッションの女史」役
- 『無宿者仁義』 : 監督井上梅次、脚本長谷川公之、主演高城丈二、製作東映東京撮影所、配給東映、1965年8月25日公開（映倫番号 14067） - 「進藤幸」名義で出演・「日比野カツ」役
- 『おんな番外地 鎖の牝犬』 : 監督村山新治、脚本舟橋和郎、主演緑魔子、製作東映東京撮影所、配給東映、1965年10月15日公開（映倫番号 14105） - 「進藤幸」名義で出演・「菊地教育課長」役
- 『信託水曜劇場』第20回『夫婦甚句』 : 監督小林俊一、脚本阿木翁助、主演渥美清、製作フジテレビジョン、1966年2月16日放映（テレビ映画） - 「進藤幸」名義で出演

- 『妾二十一人 ど助平一代』 : 監督・脚本成澤昌茂、原作小幡欣治、主演三木のり平、製作東映東京撮影所、配給東映、1969年3月6日公開（映倫番号 15611） - 「進藤幸」名義で出演・「大森きよ」役、90分の原版が現存・東映チャンネルが放映
- 『超高層のあけぼの』 : 監督関川秀雄、原作菊島隆三、脚本工藤栄一・岩佐氏寿、製作日本技術映画社、配給東映、1969年5月14日公開（映倫番号 15748） - 「進藤幸」名義で出演、159分の上映用プリントをNFCが所蔵[5]
- 『女殺し屋 花笠お竜』 : 原作棚下照生、主演久保菜穂子、製作国際放映・東京12チャンネル（連続テレビ映画） - 「進藤幸」名義で出演
  - 第4回『花と女と御用金』 : 監督香月敏郎、脚本石川孝人、1969年10月25日放映
  - 第18回『地獄帰りの可愛い悪女』 : 監督小山幹夫、脚本生田直親、1970年1月31日放映

### 1970年代
- 『わが青春のとき』 : 監督高橋繁男・今井雄五郎、原作A・J・クローニン、脚本倉本聰、主演石坂浩二、製作国際放映・日本テレビ放送網、1970年2月16日 - 同年4月6日放映（テレビ映画・ファミリー劇場・全8回） - 「進藤幸」名義で出演
- 『江戸川乱歩シリーズ 明智小五郎』第13回『一寸法師』 : 監督若林幹、原作江戸川乱歩、脚本押川国秋、主演滝俊介、製作東映・東京12チャンネル、1970年7月4日放映（テレビ映画） - 「進藤幸」名義で出演
- 『プレイガール』第104回『スリラー死神からの脅迫状』 : 監督加島昭、脚本小沢和郎、主演沢たまき、製作東映東京制作所・東京12チャンネル、1971年3月29日放映（テレビ映画） - 「進藤幸」名義で出演
- 『帰ってきたウルトラマン』第27回『この一発で地獄へ行け!』 ： 監督筧正典、脚本市川森一、主演団次郎、製作TBS・円谷プロダクション、1971年10月8日放映（テレビ映画） - 「進藤幸」名義で出演・「東きよ」役
- 『一心太助』第24回『あべこべ物語』 : 監督小山幹夫、脚本布勢博一、主演杉良太郎、製作フジテレビジョン・国際放映、1972年3月19日放映（テレビ映画） - 「進藤幸」名義で出演・「おひさ」役
- 『太陽にほえろ!』第24回『ジュンのお手柄』 : 監督金谷稔、原作魔久平、脚本田波靖男、主演石原裕次郎、製作東宝、1972年12月29日放映（テレビ映画） - 「進藤幸」名義で出演
- 『太陽にほえろ!』第34回『想い出だけが残った』 : 監督金谷稔、原作魔久平、脚本鴨井達比古、主演石原裕次郎、製作東宝、1973年3月9日放映（テレビ映画） - 「進藤幸」名義で出演
- 『どっこい大作』第13回『ぶちわれラーメンドンブリ!!』 : 監督田中秀夫、脚本上條逸雄、主演金子吉延、製作NET・東映テレビプロダクション、1973年4月2日放映（テレビ映画） - 「進藤幸」名義で出演・「ラーメン屋」役
- 『非情のライセンス』第2回『兇悪の迷路』 : 監督松島稔、脚本橋本忍、主演天知茂、製作NET・東映テレビプロダクション、1973年4月12日放映（テレビ映画） - 「進藤幸」名義で出演

- 『放浪記』第7回 : 監督下村堯二、原作林芙美子、脚本中井多津夫、主演樫山文枝、製作国際放映・TBS、1974年1月15日放映（テレビ映画・花王愛の劇場） - 「進藤幸」名義で出演
- 『高校教師』第24回『さらば! 番長』 : 監督鈴木英夫、脚本田波靖男、主演加山雄三、製作東宝・東京12チャンネル、1974年9月10日放映（テレビ映画） - 「進藤幸」名義で出演
- 『太陽にほえろ!』第263回『罠』 : 監督竹林進、脚本小川英・柏倉敏之、主演石原裕次郎、製作東宝、1977年8月5日放映（テレビ映画） - 「進藤幸」名義で出演
- 『華麗なる刑事』第26回『弟よ…』 : 監督児玉進、脚本鴨井達比古、主演草刈正雄、製作東宝、1977年10月3日放映（テレビ映画） - 「進藤幸」名義で出演
- 『特捜最前線』第28回『恐喝 にせ女子大生日記』 : 監督天野利彦、脚本江連卓、主演二谷英明、製作東映・テレビ朝日、1977年10月12日放映（テレビ映画） - 「進藤幸」名義で出演
- 『太陽にほえろ!』第277回『身代り』 : 監督山本迪夫、脚本小川英・杉村のぼる、主演石原裕次郎、製作東宝、1977年11月18日放映（テレビ映画） - 「進藤幸」名義で出演
- 『達磨大助事件帳』第16回『あに・いもうと』 : 監督山崎大助、脚本東条正年、主演中村梅之助、製作テレビ朝日・前進座・国際放映、1978年2月2日放映（テレビ映画） - 「進藤幸」名義で出演
- 『赤い絆』第24回『闇からの声が私を呼んだ』 : 監督野村孝、脚本佐々木守、主演山口百恵、製作大映テレビ・TBS、1978年5月12日放映（テレビ映画） - 「進藤幸」名義で出演
- 『大追跡』第9話『現金輸送車強奪』 : 監督澤田幸弘、脚本柏原寛司、主演加山雄三、製作東宝、1978年5月30日放映（テレビ映画） - 「進藤幸」名義で出演
- 『特捜最前線』第63回『痴漢・女子大生被害レポート!』 : 監督村山新治、脚本八幡史郎、主演二谷英明、製作東映・テレビ朝日、1978年6月14日放映（テレビ映画） - 「進藤幸」名義で出演
- 『白い巨塔』第9回 : 監督小林俊一、原作山崎豊子、脚本鈴木尚之、主演田宮二郎、製作田宮企画・フジプロダクション、1978年7月29日放映（テレビ映画） - 「進藤幸」名義で出演
- 『オレの愛妻物語』第9回 : 監督田中知己、脚本布勢博一、主演水谷豊、製作日本テレビ、1978年9月23日放映（テレビ映画） - 「進藤幸」名義で出演・「飲み屋のおかみ」役
- 『宴のあと』 : 演出重光亨彦、脚本早坂暁、主演小川真由美、製作NHK、1978年10月29日放映（テレビ放送劇） - 「進藤幸」名義で出演

- 『七人の刑事』 : 主演芦田伸介、製作TBS（連続テレビ映画） - 「進藤幸」名義で出演
  - 第40回『かあさんの冬』 : 監督山泉脩、脚本杉江慧子、1979年2月16日放映
  - 第50回『殺人のステージ』 : 監督浅生憲章、脚本橋本綾、1979年5月4日放映
- 『太陽にほえろ!』第347回『謹慎処分』 : 監督櫻井一孝、脚本杉村のぼる・小川英、主演石原裕次郎、製作東宝、1979年3月23日放映（テレビ映画） - 「進藤幸」名義で出演
- 『特捜最前線』第109回『紫色のマニキュアをした女!』 : 監督野田幸男、脚本塙五郎、主演二谷英明、製作東映・テレビ朝日、1979年5月2日放映（テレビ映画） - 「進藤幸」名義で出演
- 『水中花』第11回『愛という名の海』 : 監督山本和夫、原作五木寛之、脚本岩間芳樹、主演松坂慶子、製作テレキャスト・TBS、1979年9月20日放映（テレビ映画・木曜座） - 「進藤幸」名義で出演
- 『太陽にほえろ!』第369回『その一言』 : 監督山本迪夫、原案小川英、脚本長野洋、主演石原裕次郎、製作東宝、1979年8月24日放映（テレビ映画） - 「進藤幸」名義で出演
- 『西遊記II』第19回『偽西遊記 危機一髪』 : 監督池広一夫、脚本加瀬高之、主演堺正章、製作日本テレビ・国際放映、1980年3月16日放映（テレビ映画） - 「進藤幸」名義で出演
- 『特捜最前線』第143回『殺人伝言板・それぞれのクリスマス!』 : 監督田中秀夫、脚本塙五郎、主演二谷英明、製作東映・テレビ朝日、1979年12月26日放映（テレビ映画） - 「進藤幸」名義で出演
- 『赤いテンギ』 : 監督・脚本李學仁、主演大林丈史・馬渕晴子、製作らんる舎、1979年公開 - 「進藤幸」名義で出演、119分の上映用プリントをNFCが所蔵[5]

### 1980年代
- 『太陽にほえろ!』第403回『罪と罰』 : 監督櫻井一孝、原案小川英、脚本小川英・尾西兼一、主演石原裕次郎、製作東宝、1980年4月25日放映（テレビ映画） - 「進藤幸」名義で出演
- 『太陽にほえろ!』第409回『英雄』 : 監督竹林進、原案小川英、脚本長野洋・小川英、主演石原裕次郎、製作東宝、1980年6月6日放映（テレビ映画） - 「進藤幸」名義で出演
- 『特捜最前線』第169回『地下鉄・連続殺人事件!』 : 監督宮越澄、脚本長坂秀佳、主演二谷英明、製作東映・テレビ朝日、1980年7月2日放映（テレビ映画） - 「進藤幸」名義で出演
- 『御宿かわせみ』第5回『江戸の子守唄』 : 演出渡辺紘史、原作平岩弓枝、脚本大西信行、主演真野響子、製作NHK、1980年11月5日放映（テレビ映画） - 「進藤幸」名義で出演
- 『特捜最前線』第183回『未熟児を棄てた女!』 : 監督野田幸男、脚本横山保朗、主演二谷英明、製作東映・テレビ朝日、1980年10月22日放映（テレビ映画） - 「進藤幸」名義で出演
- 『ザ・ハングマン』 : 主演林隆三、製作朝日放送・松竹芸能（連続テレビ映画） - 「進藤幸」名義で出演
  - 第24回『ハレンチ検事は被告席で泣け』 : 監督帯盛迪彦、脚本松島利昭、1981年5月1日放映
  - 第49回『強奪一億円 召し上げ作戦』 : 監督小西通雄、脚本中村勝行、1981年10月23日放映
- 『特捜最前線』第191回『ジングルベルを聴く婦警!』 : 監督村山新治、脚本塙五郎、主演二谷英明、製作東映・テレビ朝日、1980年12月24日放映（テレビ映画） - 「進藤幸」名義で出演

- 『太陽にほえろ!』第441回『カーテン』 : 監督鈴木一平、原案小川英、脚本小川英・古内一成、主演石原裕次郎、製作東宝、1981年1月23日放映（テレビ映画） - 「進藤幸」名義で出演
- 『俺はおまわり君』第16回『それぞれの胸に秘めたる…』 : 監督佐藤重直、主演中村雅俊、製作ユニオン映画、1981年7月22日放映（テレビ映画・水曜劇場） - 「進藤幸」名義で出演
- 『新五捕物帳』第143回『裁かれた罪の花』 : 監督田中重雄、原作陣出達朗、脚本白井更生、主演杉良太郎、製作ユニオン映画、1981年4月28日放映（テレビ映画） - 「進藤幸」名義で出演
- 『特捜最前線』第214回『バラの花殺人事件!』 : 監督天野利彦、脚本長坂秀佳、主演二谷英明、製作東映・テレビ朝日、1981年6月10日放映（テレビ映画） - 「進藤幸」名義で出演
- 『太陽にほえろ!』第466回『ひとりぼっちの死』 : 監督竹林進、原案小川英、脚本小川英・尾西兼一、主演石原裕次郎、製作東宝、1981年7月17日放映（テレビ映画） - 「進藤幸」名義で出演
- 『特捜最前線』第232回『脱走・水を飲む野獣!』 : 監督天野利彦、脚本横山保朗、主演二谷英明、製作東映・テレビ朝日、1981年10月28日放映（テレビ映画） - 「進藤幸」名義で出演
- 『太陽にほえろ!』第486回『赤い財布』 : 監督竹林進、原案小川英、脚本亜槍文代、主演石原裕次郎、製作東宝、1981年12月4日放映（テレビ映画） - 「進藤幸」名義で出演

- 『立花登 青春手控え』第18回『あばよ』 : 演出松橋隆、原作藤沢周平、脚本丸山昇一、主演中井貴一、製作NHK、1982年8月18日放映（テレビ放送劇） - 「進藤幸」名義で出演
- 『特捜最前線』第257回『母……』 : 監督辻理、脚本阿井文瓶、主演二谷英明、製作東映・テレビ朝日、1982年4月21日放映（テレビ映画） - 「進藤幸」名義で出演
- 『特捜最前線』第264回『白い手袋をした通り魔!』 : 監督天野利彦、脚本長坂秀佳、主演二谷英明、製作東映・テレビ朝日、1982年6月9日放映（テレビ映画） - 「進藤幸」名義で出演
- 『越後路殺人事件・花嫁の父の秘密』 : 監督西村潔、脚本長野洋、主演若山富三郎、製作トリッセン・エンタープライズ、1982年7月31日放映（テレビ映画・ザ・サスペンス） - 「進藤幸」名義で出演

- 『海にかける虹 山本五十六と日本海軍』 : 監督渡邊祐介・村山新治・鷹森立一、原作阿川弘之・高橋孟、脚本新藤兼人・下飯坂菊馬・國弘威雄、主演古谷一行、製作東映・テレビ東京、1983年1月2日放映（テレビ映画・12時間超ワイドドラマ） - 「進藤幸」名義で出演
- 『太陽にほえろ!』第546回『マミー刑事登場!』 : 監督山本迪夫、原案小川英、脚本小川英・尾西兼一、主演石原裕次郎、製作東宝、1983年3月4日放映（テレビ映画） - 「進藤幸」名義で出演
- 『特捜最前線』第312回『車椅子のマラソンランナー!』 : 監督天野利彦、脚本藤井邦夫、主演二谷英明、製作東映・テレビ朝日、1983年5月11日放映（テレビ映画） - 「進藤幸」名義で出演
- 『蒼い描点』 : 監督土井茂、原作松本清張、脚本石森史郎、主演藤谷美和子、製作大映テレビ、1983年5月19日放映（テレビ映画・木曜ファミリーワイド） - 「進藤幸」名義で出演
- 『特捜最前線』第324回『紫陽花の見た殺人鬼!』 : 監督辻理、脚本大野武雄、主演二谷英明、製作東映・テレビ朝日、1983年8月3日放映（テレビ映画） - 「進藤幸」名義で出演
- 『黄金流砂』 : 監督井上芳夫、原作中津文彦、脚本安本莞二、主演金田賢一、製作大映テレビ、1983年8月20日放映（テレビ映画・ザ・サスペンス） - 「進藤幸」名義で出演
- 『特捜最前線』第330回『佐世保の女!』 : 監督天野利彦、脚本竹山洋、主演二谷英明、製作東映・テレビ朝日、1983年9月21日放映（テレビ映画） - 「進藤幸」名義で出演

- 『特捜最前線』第385回『新幹線出張殺人!』 : 監督辻理、脚本佐藤五月、主演二谷英明、製作東映・テレビ朝日、1984年10月10日放映（テレビ映画） - 「進藤幸」名義で出演
- 『サヨウナラあなた あなたも夫を捨てられる』 : 監督馬場昭格、原作山下勝利、脚本石松愛弘、主演酒井和歌子、製作東映、1984年12月14日放映（テレビ映画・金曜女のドラマスペシャル） - 「進藤幸」名義で出演

- 『特捜最前線』第398回『摂氏1350度の殺人風景!』 : 監督松尾昭典、脚本長坂秀佳、主演二谷英明、製作東映・テレビ朝日、1985年1月16日放映（テレビ映画） - 「進藤幸」名義で出演
- 『私鉄沿線97分署』第13回『行くぞ! マイ・ウェイ!!』 : 監督小谷承靖、脚本奥村俊雄、主演渡哲也、製作テレビ朝日・国際放映、1985年1月20日放映（テレビ映画） - 「進藤幸」名義で出演
- 『太陽にほえろ!』第641回『二度死んだ女』 : 監督山本迪夫、原案小川英、脚本小川英・尾西兼一、主演石原裕次郎、製作東宝、1985年3月15日放映（テレビ映画） - 「進藤幸」名義で出演
- 『再婚妻と非行少年』 : 監督真船禎、脚本宮川一郎、主演浜木綿子、製作東宝、1985年7月22日放映（テレビ映画・月曜ワイド劇場） - 「進藤幸」名義で出演
- 『赤い秘密』 : 監督長石多可男・馬場昭格・新井清・鷹森立一、原作山本有三、脚本ちゃき克彰・鹿水晶子・保利吉紀・林企太子、主演渡辺典子、製作東映、1985年7月27日 - 同年9月28日放映（テレビ映画） - 「進藤幸」名義で出演
- 『特捜最前線』第435回『特命課・吉野刑事の殉職!』 : 監督三ツ村鐵治、脚本竹山洋、主演二谷英明、製作東映・テレビ朝日、1985年10月2日放映（テレビ映画） - 「進藤幸」名義で出演

- 『特捜最前線』第447回『約束・消えた女囚!』 : 監督村山新治、脚本藤井邦夫、主演二谷英明、製作東映・テレビ朝日、1986年1月9日放映（テレビ映画） - 「進藤幸」名義で出演
- 『太陽にほえろ!』第713回『エスパー少女 愛』 : 監督木下亮、原案小川英、脚本古内一成・小川英、主演渡哲也、製作東宝、1986年10月10日放映（テレビ映画） - 「進藤幸」名義で出演

- 『熟女三人情熱の宿』 : 監督國原俊明、脚本鹿水晶子、主演沢田亜矢子・朝加真由美・高沢順子、製作大映テレビ、1987年3月25日放映（テレビ映画・水曜ドラマスペシャル） - 「進藤幸」名義で出演
- 『探偵神津恭介の殺人推理』6『ビデオに写った妖しい女 私は殺される…』 : 監督野田幸男、原作高木彬光、脚本下飯坂菊馬、主演近藤正臣、製作松竹・テレビ朝日、1987年9月26日放映（テレビ映画・土曜ワイド劇場） - 「進藤幸」名義で出演

- 『不死蝶』 : 監督西村昭五郎、原作横溝正史、脚本江連卓、主演古谷一行、製作東阪企画、1988年2月2日放映（テレビ映画・ザ・ロードショー） - 「進藤幸」名義で出演
- 『さすらい刑事旅情編』第3回『函館本線小樽の女』 : 監督村川透、脚本篠崎好、主演宇津井健、製作東映・テレビ朝日、1988年11月2日放映（テレビ映画） - 「進藤幸」名義で出演
- 『絵を買う女』 : 監督小林俊一、原作福田洋、脚本坂田義和、主演中原理恵、製作日本テレビ放送網、1989年8月22日放映（テレビ映画・火曜サスペンス劇場） - 「進藤幸」名義で出演
- 『円周率πの殺人』 : 監督井上芳夫、原作由良三郎、脚本長野洋、主演三浦友和、製作大映テレビ、1989年9月9日放映（テレビ映画・土曜ワイド劇場） - 「進藤幸」名義で出演

### 1990年代
- 『完全犯罪研究室』 : 監督野村孝、原作由良三郎、脚本柴英三郎、主演伊藤蘭、製作にっかつ撮影所、1990年4月10日放映（テレビ映画・火曜サスペンス劇場） - 「進藤幸」名義で出演
- 『ぼくが医者をやめた理由』第1話『研修医も医者のうち』 : 監督平山秀幸、原作永井明、脚本大森一樹・北川悦吏子、主演阿部寛、製作にっかつ撮影所、1990年5月27日放映（テレビ映画・ドラマ21） - 「進藤幸」名義で出演
- 『女動物医事件簿』1『耳を噛む犬』 : 監督馬場昭格、脚本高久進、主演山口智子、製作東映、1990年7月17日放映（テレビ映画・火曜サスペンス劇場） - 「進藤幸」名義で出演
- 『ペテン師軍団10億円パーフェクトゲーム!』 : 監督長谷和夫、脚本田上雄・いずみ玲、主演植木等、製作松竹芸能・ABC、1991年1月15日放映（テレビ映画・火曜ミステリー劇場） - 「進藤幸」名義で出演
- 『指輪』 : 監督田中登、原作小池真理子、脚本小森名津、主演檀ふみ、製作松竹・関西テレビ放送、1992年1月13日放映（テレビ映画・恐怖配達人 小池真理子サスペンス） - 「進藤幸」名義で出演
- 『さすらい刑事旅情編V』第16話『密告電話・墓地に立つ女』 : 監督天野利彦、脚本いとう斗士八、主演宇津井健、製作東映・テレビ朝日、1993年2月10日放映（テレビ映画） - 「進藤幸」名義で出演
- 『裸足のピクニック』 : 監督矢口史靖、脚本矢口史靖・鈴木卓爾・中川泰伸、主演芹川砂織、配給ぴあ・ポニーキャニオン、1993年10月30日公開 - 「進藤幸」名義で出演、2002年にポニーキャニオンがDVDビデオグラムを発売[3]
- 『湯けむり仲居純情日記III』 : 監督土屋統吾郎、脚本畑嶺明・押川國秋、主演小川真由美、製作スタープロジェクト、1994年4月18日放映（テレビ映画・月曜ドラマスペシャル） - 「進藤幸」名義で出演
- 『盲人探偵松永礼太郎3 乳房』 : 監督山本迪夫、脚本宮川一郎、主演古谷一行、製作ユニオン映画、1994年9月13日放映（テレビ映画・火曜サスペンス劇場） - 「進藤幸」名義で出演

- 『車椅子の弁護士 水島威 2 夢を燃やした女!?』 : 監督山本邦彦、脚本宮川一郎、主演宇津井健、製作国際放映、1996年12月28日放映（テレビ映画） - 「進藤幸」名義で出演
- 『ブラックオパール殺人事件』 : 監督藤尾隆、原作山村美紗、脚本吉田弥生、主演かたせ梨乃、製作、1998年11月30日放映（テレビ映画・月曜ドラマスペシャル） - 「進藤幸」名義で出演
- 『リング〜最終章〜』 : 監督福本義人・西谷弘・松田秀知、原作鈴木光司、脚本蒔田光治、主演柳葉敏郎、製作共同テレビジョン・フジテレビジョン、1999年1月7日 - 同年3月25日放映（テレビ映画・木曜劇場） - 「進藤幸」名義で出演（第5・6・7・10・11話）
- 『学校の怪談 春のたたりスペシャル』第3話『悪魔の選択』 : 監督・脚本矢口史靖、主演竹中直人、製作関西テレビ放送、製作協力アルタミラピクチャーズ、1999年3月30日放映（テレビ映画） - 「進藤幸」名義で出演
- 『コワイ童話 人魚姫』 : 演出福澤克雄・磯山晶、脚本井上もも、主演小雪、製作TBS、1999年5月17日 - 同年6月7日放送（テレビドラマ・コワイ童話） - 「進藤幸」名義で出演

### 2000年代
- 『ブラック・ジャック 1 生存確率ゼロ』 : 監督堤幸彦、原作手塚治虫、脚本清水東、主演本木雅弘、製作TBS、製作協力オフィスクレッシェンド、2000年3月31日放映（テレビ映画） - 「進藤幸」名義で出演
- 『トリック』第7話『遠隔殺人意外なトリック』 : 監督大根仁、脚本林誠人、主演仲間由紀恵・阿部寛、製作テレビ朝日・東宝、2000年8月25日放映（テレビ映画） - 「進藤幸」名義で出演
- 『ハンドク!!!』karte9『死ぬな!!! ノブ』 : 演出堤幸彦、脚本大石静、主演長瀬智也、製作TBSエンタテインメント、2001年12月5日放送（テレビドラマ） - 「進藤幸」名義で出演
- 『パルコフィクション』 : 監督・脚本矢口史靖・鈴木卓爾、主演田中要次ほか、製作パナソニック・アーティストフィルム、配給パルコ・アーティストフィルム、2002年7月20日公開 - 「進藤幸」名義で出演・「木下はるこ」役
- 『実録 福田和子』 : 演出福本義人、原作福田和子、脚本神山由美子、主演大竹しのぶ、製作共同テレビジョン・フジテレビジョン、2002年8月2日放送（テレビドラマ） - 「進藤幸」名義で出演

## ビブリオグラフィ
国立国会図書館蔵書等にみる書誌である。
- 「追悼特集 内田吐夢 その死と作家執念 座談会」伊藤大輔・入江たか子・風見章子・片岡千恵蔵・小杉勇・椎野英之・不忍鏡子・菅井一郎・田坂具隆・紅沢葉子・村田知栄子・八木保太郎・八尋不二・依田義賢・岸松雄 : 『月刊シナリオ』第26巻第10号通巻268号、日本シナリオ作家協会、1970年10月発行、p.164-175.